# Reggenza di Blitar
La reggenza di Blitar (in indonesiano: Kabupaten Blitar) è una reggenza dell'Indonesia, situata nella provincia di Giava Orientale.